# Santibáñez de Valdeiglesias
Santibáñez de Valdeiglesias es una localidad española perteneciente al municipio de Villares de Órbigo, en la provincia de León, comunidad autónoma de Castilla y León. Se enclava en la comarca de La Ribera del Órbigo, y pertenece a la diócesis de Astorga. Es una localidad de paso en el Camino de Santiago francés.
La iglesia de la Trinidad, parroquia del municipio, presenta tallas de San Roque Peregrino y Santiago Matamoros.

## Geografía

### Ubicación
La localidad se encuentra situada en el extremo oeste de la comarca de la Ribera del Órbigo, limitando con Tierras de Astorga. 
| Noroeste: Valdeiglesias          | Norte: Valdeiglesias         | Noreste: Villares de Órbigo  |
| Oeste: San Justo de la Vega      |                              | Este: Hospital de Órbigo     |
| Suroeste Estébanez de la Calzada | Sur: Estébanez de la Calzada | Sureste: Villarejo de Órbigo |

### Orografía
Se observa un paisaje de transición entre la llanura ribereña propia de su comarca, y el bosque mediterráneo. La localidad se encuentra enclavada en un pequeño valle que forman dos pequeños cerros que rodean el pueblo por los costados este y oeste. Estos pequeños valles se suceden al avanzar en dirección oeste, hasta llegar al valle del río Tuerto. En el norte y noroeste, destacan los parajes de bosque mediterráneo, con presencia de encina y rebollo. En menor medida, se observan en los cerros plantaciones aisladas de castaños. En el valle en el que se ubica el pueblo, se observa un paisaje típico de bocage, con parcelas separadas por árboles.

### Hidrografía
La totalidad de la localidad se encuentra en los límites de la cuenca hidrográfica del Duero. Dentro de su territorio local, Santibáñez de Valdeiglesias cuenta con varios arroyos procedentes de manantiales, a menudo originados mediante pozos artesianos. Estos arroyos se caracterizan por su gran irregularidad de caudal, presentando un acusado estiaje. Todos ellos van a desembocar finalmente en arroyos mayores, que a su vez desembocan en el Río Órbigo, o en canales y acequias destinadas al riego.

### Clima
La localidad presenta un clima mediterráneo continentalizado, caracterizado por  inviernos fríos con heladas habituales, y veranos cálidos y escasos en precipitaciones. La oscilación térmica anual está en torno a los 15 °C, mientras que la diaria puede rondar incluso los 20 °C. Las precipitaciones se concentran en la parte final del otoño, durante todo el invierno (pudiéndose dar en forma de nieve puntualmente) y al principio de la primavera. El enclave en un pequeño valle protege a la localidad de una parte de los vientos, y a su vez propicia la formación de nieblas, característica habitual en los meses de otoño e invierno .
Según la clasificación climática de Köppen, Astorga se encuadra en la variante Csb, es decir clima mediterráneo de veranos suaves, con la media del mes más cálido no superior a 22 °C, pero rebasando los 10 °C durante cinco o más meses. Se trata de un clima de transición entre el mediterráneo de verano suave (Csb) y el mediterráneo típico de verano cálido (Csa).

## Demografía
| Gráfica de evolución demográfica de Santibáñez de Valdeiglesias entre 2000 y 2022 |
|                                                                                   |
| Población de derecho (2000-2022) según el padrón municipal del INE                |

## Historia
La localidad aparece mencionada en el diccionario estadístico-histórico de España, realizado por pascual Madoz entre 1845 y 1850:
"SANTIBAÑEZ Y VALDEIGLESIAS: l. en la prov. de León (5 1/2leg.), part jud. y dióc. de Astorga (1 1/2), aud. terr. y  c.g. de Valladolid (22), ayunt. de villares de Órbigo. SIT. en terreno desigual; su clima es frío, pero sano. Tiene 70 casas inclusas las 10 de Valdeiglesias, que aunque tiene concejo y aprovechamiento de pastos separado de Santibañez, no deja de ser un barrio de este: escuela de primeras letras, frecuentada por 40 niños, que satisfacen una módica retribución al maestro; igl. parr. (San Juan Evangelista), servida por un cura de primer ascenso y presentación particular y una fuente de buenas aguas. Confina con Quintanilla del valle, Estebanez, Villarejo, San Roman, San Justo, Viilares y Hospital de Órbigo. El terreno es de buena y mala calidad, y de secano. Además de los caminos locales, cuentan con la carretera de León a Galicia, todos en mal estado; recibe la correspondencia de Astorga, PROD.: algún lino, trigo, centeno, cebada, legumbres, hortaliza y pastos; cría ganados y caza de perdices y conejos, POBL. 70vec., 240 alm. CONTR. con el ayunt"